# Paramigas
Genre
Synonymes
- Legendrella Dresco & Canard, 1975

Paramigas est un genre d'araignées mygalomorphes de la famille des Migidae.

## Distribution
Les espèces de ce genre sont endémiques de Madagascar.

## Liste des espèces
Selon World Spider Catalog (version 14.0, 2013) :
- Paramigas alluaudi (Simon, 1903)
- Paramigas andasibe Raven, 2001
- Paramigas goodmani Griswold & Ledford, 2001
- Paramigas macrops Griswold & Ledford, 2001
- Paramigas manakambus Griswold & Ledford, 2001
- Paramigas milloti Griswold & Ledford, 2001
- Paramigas oracle Griswold & Ledford, 2001
- Paramigas pauliani (Dresco & Canard, 1975)
- Paramigas pectinatus Griswold & Ledford, 2001
- Paramigas perroti (Simon, 1891)
- Paramigas rothorum Griswold & Ledford, 2001

## Publication originale
- Pocock, 1895 : Descriptions of new genera and species of trap-door spiders belonging to the group Trionychi. Annals and Magazine of Natural History, sér. 6, vol. 16, p. 187-197 (texte intégral).